# حليمة بولند
حليمة بولند (10 ديسمبر 1980 -)، إعلامية كويتية، في عام 2008 حصلت على لقب «ملكة جمال الإعلاميات العرب».

## عن حياتها
بدأت مشوارها الإعلامي عام 2001 حيث كانت طالبة في السنة الأخيرة بكلية الآداب في جامعة الكويت حينما اختارها رئيس قسم الإعلام للعمل في تلفزيون الكويت خلال برنامج «ذبست» للمخرج خالد البطي الذي ساندها في بدايتها ورشحها لتقديم برامج أخرى على تلفزيون الكويت، ظهرت كممثلة في عام 1995 خلال برنامج الأطفال «افتح يا وطني أبوابك» مع الفنان طارق العلي والفنانة أنوار أحمد على تلفزيون الكويت، وبعده قدمت العديد من البرامج على مختلف القنوات الخليجية والعربية. كما أنها قدمت العديد من المهرجانات مثل مهرجان صلالة وليالي دبي وهلا فبراير.

### حياتها الأسرية
كانت متزوجة من «عبد السلام الخبيزي» وفي أبريل 2012 أنجبت ابنتهما «ماريا»، وأنجبت في مايو 2015 ابنتهما الثانية «كاميليا»، إلا انهما انفصلا بعد ذلك، وفي عام 2018 أعلنت عن خطوبتها من شخص لم تكشف عن أي معلومة عنه.

### النقد
تعرضت للعديد من الانتقادات وذلك بسبب دلعها المتصنع في كافة برامجها وأزيائها الصارخة والتي لا تتناسب مع قدسية شهر رمضان حيث جميع أعمالها تعرض في رمضان  ومجدداً تتلقى هجوم شرس من قبل الإعلام والمعجبين لها سابقاً بسبب تلفظها واستهزائها بالشعب السعودي والشعب الأردني وأيضًا شتمها لمقدم برنامج حروف وألوف محمد الشهري الذي يعرض برنامجه على قناة إم بي سي 1، ولكنها نفت ذلك على قناة فنون في برنامج نجمة وقمر وأكدت أنها لا يمكن أن يصدر منها مثل هذه الإساءة.

### غسل الأموال
بعد شهورٍ من التحريات والتحقيق، في 27 يوليو 2020، أصدر النائب العام الكويتي المُستشار ضرار العسعوسي قرارًا بالحجز على أموال 10 مشاهير مُتهمين بغسل الأموال ومنعهم من السفر ومن بينهم حليمة بولند، كما عممت وزارة الداخلية الكويتية على جميع منافذ الدولة أسماء المُتهمين ومن بينهم حليمة بولند كإجراء إحترازي تجنبًا لهروب أي مُتهم عبر المنافذ. وذكرت جريدة القبس الكويتية وفقًا لمصدر أمني بأن الأدلة على هؤلاء المُتهمين هي أدلة قطعية. وفي 6 سبتمبر 2020، بدأت النيابة العامة الكويتية بالتحقيق مع حليمة بولند بتُهمة غسل الأموال وتضخم أرصدتها البنكية. بعد تحقيق دام لساعات، أخلت النيابة العامة سبيل حليمة بولند بكفالة قدرها 3,000 دينار كويتي، ووُجهت لها تُهمة شبهات غسل الأموال وإعلانات غير مشروعة.

## السجن
حكم عليها بالسجن عامين وغرامة مالية 2000 دينار كويتي بتهمة التحريض على الفسق والفجور بتاريخ أبريل 2024. كما تبرءت أسرة المهندس حسين بولند من الإعلامية كويتية بسبب هذة القضية.

## أعمالها

### البرامج الذي قامت بتقديمها
| البرنامج                       | البث                                      |
| ------------------------------ | ----------------------------------------- |
| ذبست                           | تلفزيون الكويت                            |
| رن يا جرس                      | تلفزيون الكويت                            |
| يبلية                          | تلفزيون الكويت                            |
| أغانيكم                        | قناة روتانا                               |
| خليجي 16                       | تلفزيون الكويت                            |
| أطياف                          | قناة روتانا                               |
| ألو حليمة                      | قناة روتانا                               |
| مسلسلات حليمة - جزئين          | إم بي سي 1                                |
| حليمة بارك                     | قناة فنون                                 |
| حليمة بوند                     | روتانا خليجية - المؤسسة اللبنانية للإرسال |
| ديو حليمة                      | قناة الراي - روتانا خليجية                |
| حليمة زاد                      | قناة العدالة - روتانا خليجية              |
| خليجنا باقي بمشاركة طارق العلي | قناة أي تي في - العدالة                   |

### التمثيل
خاضت في عام 2007 تجربة التمثيل وذلك عبر تقديمها لفوازير رمضانية حملت عنوان فوازير حليمة وبثت على قناة الراي.

## الجوائز
- 2008 - أفضل إعلامية عربية.[14]
- 2009 - أفضل إعلامية عربية عن برنامج مسلسلات حليمة.[14]
- 2010 - أفضل إعلامية عربية عن برنامج مسلسلات حليمة في موسمه الثاني.[14]

## وصلات خارجية
- حليمة بولند على موقع قاعدة بيانات الأفلام العربية